# Maesobotrya villosa
Maesobotrya villosa är en emblikaväxtart som först beskrevs av Jean Joseph Gustave Léonard, och fick sitt nu gällande namn av Jean Joseph Gustave Léonard. Maesobotrya villosa ingår i släktet Maesobotrya och familjen emblikaväxter.
Artens utbredningsområde är Kongo-Kinshasa.

## Underarter
Arten delas in i följande underarter:
- M. v. lenifolia
- M. v. villosa